# جون س. إينغليز
جون س. إينغليز (بالإنجليزية: John C. Inglis)‏ هو ضابط أمريكي، ولد في 29 أكتوبر 1954 في بالتيمور في الولايات المتحدة.